# Husri
Husri (en ourdou : ھوسڑي) est une ville pakistanaise située dans le district d'Hyderabad, dans le sud de la province du Sind. C'est la troisième plus grande ville du district. Elle est située à près de 10 kilomètres au sud de la ville de Hyderabad, la deuxième plus grande de la province.
La ville est considérée comme une zone urbaine pour la première fois en 2017 par les autorités de recensement, et la population s'établit alors à 21 136. Selon le recensement de 2023, la population de la ville monte à 26 801 habitants.